# Troisième circonscription de l'Orne
La troisième circonscription de l'Orne, aussi appelée circonscription de Flers - Argentan, est l'une des trois circonscriptions législatives françaises que compte le département de l'Orne (61) situé en région Normandie. Elle est surnommée « circonscription d'Argentan-Flers ».

## Description géographique et démographique

### De 1958 à 1986
La troisième  circonscription de l'Orne était composée de :
- Canton d'Argentan
- Canton d'Athis
- Canton de Briouze
- Canton d'Écouché
- Canton de Flers
- Canton de Messei
- Canton de Mortrée
- Canton de Putanges
- Canton de Tinchebray
- Canton de Trun
- Canton de Vimoutiers

### Depuis 1988
La troisième circonscription de l'Orne est délimitée par le découpage électoral de la loi no 86-1197 du 24 novembre 1986, elle regroupe les divisions administratives suivantes : 
- Canton d'Argentan-Est
- Canton d'Argentan-Ouest
- Canton d'Athis-de-l'Orne
- Canton de Briouze
- Canton d'Écouché
- Canton d'Exmes
- Canton de Flers-Nord
- Canton de Flers-Sud
- Canton de Messei
- Canton de Mortrée
- Canton de Putanges-Pont-Écrepin
- Canton de Tinchebray
- Canton de Trun

Située au nord-ouest du département, la troisième circonscription de l'Orne est centrée autour des villes de Flers et d'Argentan. 
D'après le recensement de la population en 2012, réalisé par l'Insee, la population totale de cette circonscription est estimée à 98 114 habitants.

## Historique des députations
| Législature | Début de mandat | Fin de mandat    | Député           | Parti politique | Observations |
| ----------- | --------------- | ---------------- | ---------------- | --------------- | --- |
| IXe         | 23 juin 1988    | 1er avril 1993   | Michel Lambert   | PS              | |
| Xe          | 2 avril 1993    | 13 décembre 1995 | Hubert Bassot,   | UDF,            | Décès d'Hubert Bassot le 13 décembre 1995 Mandat écourté à la suite d'une dissolution parlementaire décidée par Jacques Chirac. |
| Xe          |                 | 6 février 1996   | Jean-Luc Gouyon, | UDF,            | Décès d'Hubert Bassot le 13 décembre 1995 Mandat écourté à la suite d'une dissolution parlementaire décidée par Jacques Chirac. |
| XIe         | 12 juin 1997    | 18 juin 2002     | Sylvia Bassot,   | UDF,            | |
| XIIe        | 19 juin 2002    | 19 juin 2007     | Sylvia Bassot,   | UMP,            | |
| XIIIe       | 20 juin 2007    | 19 juin 2012     | Sylvia Bassot    | UMP             | |
| XIVe        | 20 juin 2012    | 20 juin 2017     | Yves Goasdoué    | DVG             | |
| XVe         | 21 juin 2017    | 21 juin 2022     | Jérôme Nury      | LR              | |
| XVIe        | 22 juin 2022    | 9 juin 2024      | Jérôme Nury      | LR              | Mandat écourté à la suite d'une dissolution parlementaire décidée par Emmanuel Macron.                                          |
| XVIIe       | 8 juillet 2024  | En cours         | Jérôme Nury      | LR              | |

## Historique des élections

### Élections de 1958
| Candidat       | Candidat          | Parti          | Premier tour | Premier tour | Second tour | Second tour |  |
| Candidat       | Candidat          | Parti          | Voix         | %            | Voix        | %           |  |
| -------------- | ----------------- | -------------- | ------------ | ------------ | ----------- | ----------- |  |
|                | Pierre Couinaud   | CNIP           | 16 996       | 36,7         | 19 090      | 41,12       |  |
|                | Émile Halbout élu | MRP            | 16 033       | 34,62        | 20 630      | 44,44       |  |
|                | André Demarquay   | UFF            | 7 239        | 15,63        | 3 924       | 8,45        |  |
|                | Eugène Garnier    | PCF            | 3 494        | 7,54         | 2 780       | 5,99        |  |
|                | Henri Alexandre   | SFIO           | 2 553        | 5,51         | Retrait     | Retrait     |  |
|                |                   |                |              |              |             |             |  |
| Inscrits       | Inscrits          | Inscrits       | 59 438       | 100,00       | 59 443      | 100,00      |  |
| Abstentions    | Abstentions       | Abstentions    | 11 252       | 18,93        | 12 091      | 20,34       |  |
| Votants        | Votants           | Votants        | 48 186       | 81,07        | 47 352      | 79,66       |  |
| Blancs et nuls | Blancs et nuls    | Blancs et nuls | 1 871        | 3,88         | 928         | 1,96        |  |
| Exprimés       | Exprimés          | Exprimés       | 46 315       | 96,12        | 46 424      | 98,04       |  |

### Élections de 1962
|                | Émile Halbout sortant réélu | MRP            | 28 367 | 76,87  |  |  |  |
|                | Alfred Manseau              | SFIO           | 4 763  | 12,91  |  |  |  |
|                | Lucien Châtelais            | PCF            | 3 774  | 10,23  |  |  |  |
|                |                             |                |        |        |  |  |  |
| Inscrits       | Inscrits                    | Inscrits       | 60 043 | 100,00 |  |  |  |
| Abstentions    | Abstentions                 | Abstentions    | 20 757 | 34,57  |  |  |  |
| Votants        | Votants                     | Votants        | 39 286 | 65,43  |  |  |  |
| Blancs et nuls | Blancs et nuls              | Blancs et nuls | 2 382  | 6,06   |  |  |  |
| Exprimés       | Exprimés                    | Exprimés       | 36 904 | 93,94  |  |  |  |

Le suppléant d'Émile Halbout était Henri Buron, maire de La Ferrière-aux-Étangs.

### Élections de 1967
| Candidat       | Candidat                    | Parti          | Premier tour | Premier tour | Second tour | Second tour |  |
| Candidat       | Candidat                    | Parti          | Voix         | %            | Voix        | %           |  |
| -------------- | --------------------------- | -------------- | ------------ | ------------ | ----------- | ----------- |  |
|                | Jean de Vimal du Bouchet    | RI             | 18 876       | 38,66        | 19 077      | 39,74       |  |
|                | Émile Halbout sortant réélu | CD (PDM)       | 18 621       | 38,14        | 21 452      | 44,69       |  |
|                | Yves Martin                 | FGDS (SFIO)    | 6 180        | 12,66        | 7 477       | 15,58       |  |
|                | Lucien Châtelais            | PCF            | 5 144        | 10,54        |             |             |  |
|                |                             |                |              |              |             |             |  |
| Inscrits       | Inscrits                    | Inscrits       | 61 480       | 100,00       | 61 480      | 100,00      |  |
| Abstentions    | Abstentions                 | Abstentions    | 11 192       | 18,2         | 12 809      | 20,83       |  |
| Votants        | Votants                     | Votants        | 50 288       | 81,8         | 48 671      | 79,17       |  |
| Blancs et nuls | Blancs et nuls              | Blancs et nuls | 1 467        | 2,92         | 665         | 1,37        |  |
| Exprimés       | Exprimés                    | Exprimés       | 48 821       | 97,08        | 48 006      | 98,63       |  |

Le suppléant d'Émile Halbout était Henri Buron.

### Élections de 1968
| Candidat       | Candidat                    | Parti          | Premier tour | Premier tour | Second tour | Second tour |  |
| Candidat       | Candidat                    | Parti          | Voix         | %            | Voix        | %           |  |
| -------------- | --------------------------- | -------------- | ------------ | ------------ | ----------- | ----------- |  |
|                | Émile Halbout sortant réélu | CD (PDM)       | 18 365       | 36,99        | 24 706      | 53,75       |  |
|                | Jean de Vimal du Bouchet    | RI (URP)       | 11 128       | 22,41        | 21 262      | 46,25       |  |
|                | Pierre Noal                 | UDR            | 10 888       | 21,93        | Retrait     | Retrait     |  |
|                | Lucien Châtelais            | PCF            | 4 058        | 8,17         |             |             |  |
|                | Yves Martin                 | FGDS (SFIO)    | 3 860        | 7,77         |             |             |  |
|                | Henri Vaillant              | PSU            | 1 349        | 2,72         |             |             |  |
|                |                             |                |              |              |             |             |  |
| Inscrits       | Inscrits                    | Inscrits       | 61 444       | 100,00       | 61 444      | 100,00      |  |
| Abstentions    | Abstentions                 | Abstentions    | 11 063       | 18,01        | 13 668      | 22,24       |  |
| Votants        | Votants                     | Votants        | 50 381       | 81,99        | 47 776      | 77,76       |  |
| Blancs et nuls | Blancs et nuls              | Blancs et nuls | 733          | 1,45         | 1 808       | 3,78        |  |
| Exprimés       | Exprimés                    | Exprimés       | 49 648       | 98,55        | 45 968      | 96,22       |  |

Le suppléant d'Émile Halbout était Henri Buron.

### Élections de 1973
| Candidat       | Candidat              | Parti          | Premier tour | Premier tour | Second tour | Second tour |  |
| Candidat       | Candidat              | Parti          | Voix         | %            | Voix        | %           |  |
| -------------- | --------------------- | -------------- | ------------ | ------------ | ----------- | ----------- |  |
|                | Pierre Noal élu       | UDR (URP)      | 12 743       | 24,75        | 22 908      | 43,31       |  |
|                | Pierre Pavis          | PS (UGSD)      | 11 163       | 21,68        | 19 308      | 36,51       |  |
|                | Émile Halbout sortant | CD (PDM)       | 10 956       | 21,28        | 10 672      | 20,18       |  |
|                | Hubert Bassot         | RI (URP)       | 10 950       | 21,27        | Retrait     | Retrait     |  |
|                | Gilles Dubourg        | PCF            | 5 666        | 11,01        |             |             |  |
|                |                       |                |              |              |             |             |  |
| Inscrits       | Inscrits              | Inscrits       | 64 381       | 100,00       | 64 439      | 100,00      |  |
| Abstentions    | Abstentions           | Abstentions    | 11 332       | 17,6         | 10 730      | 16,65       |  |
| Votants        | Votants               | Votants        | 53 049       | 82,4         | 53 709      | 83,35       |  |
| Blancs et nuls | Blancs et nuls        | Blancs et nuls | 1 571        | 2,96         | 821         | 1,53        |  |
| Exprimés       | Exprimés              | Exprimés       | 51 478       | 97,04        | 52 888      | 98,47       |  |

Le suppléant de Pierre Noal était Baptiste Jean, maire d'Occagnes.

### Élections de 1978
| Candidat       | Candidat            | Parti          | Premier tour | Premier tour | Second tour | Second tour |  |
| Candidat       | Candidat            | Parti          | Voix         | %            | Voix        | %           |  |
| -------------- | ------------------- | -------------- | ------------ | ------------ | ----------- | ----------- |  |
|                | Hubert Bassot élu   | UDF (PR)       | 18 506       | 29,88        | 35 385      | 57,15       |  |
|                | Pierre Noal sortant | RPR            | 17 541       | 28,32        | Retrait     | Retrait     |  |
|                | Pierre Pavis        | PS             | 13 766       | 22,23        | 26 533      | 42,85       |  |
|                | Roger Jouadé        | PCF            | 7 122        | 11,5         |             |             |  |
|                | Jean-Luc Pithois    | Écologie 78    | 2 329        | 3,76         |             |             |  |
|                | Annie Fonfrède      | LO             | 1 169        | 1,89         |             |             |  |
|                | André Gasson        | OCT            | 627          | 1,01         |             |             |  |
|                | Henri Eyraud        | PFN            | 523          | 0,84         |             |             |  |
|                | Jean Lannoy         | FN             | 350          | 0,57         |             |             |  |
|                |                     |                |              |              |             |             |  |
| Inscrits       | Inscrits            | Inscrits       | 73 962       | 100,00       | 73 933      | 100,00      |  |
| Abstentions    | Abstentions         | Abstentions    | 10 786       | 14,58        | 9 884       | 13,37       |  |
| Votants        | Votants             | Votants        | 63 176       | 85,42        | 64 049      | 86,63       |  |
| Blancs et nuls | Blancs et nuls      | Blancs et nuls | 1 243        | 1,97         | 2 131       | 3,33        |  |
| Exprimés       | Exprimés            | Exprimés       | 61 933       | 98,03        | 61 918      | 96,67       |  |

La suppléante d'Hubert Bassot était Jenny Corbeau, maire de Briouze.

### Élections de 1981
| Candidat       | Candidat              | Parti          | Premier tour | Premier tour | Second tour | Second tour |  |
| Candidat       | Candidat              | Parti          | Voix         | %            | Voix        | %           |  |
| -------------- | --------------------- | -------------- | ------------ | ------------ | ----------- | ----------- |  |
|                | Hubert Bassot sortant | UDF (PR)       | 19 549       | 34,52        | 29 927      | 49,71       |  |
|                | Michel Lambert élu    | PS             | 18 633       | 32,90        | 30 280      | 50,29       |  |
|                | Jacques Lasne         | RPR (UNM)      | 10 575       | 18,67        | Retrait     | Retrait     |  |
|                | Roger Jouadé          | PCF            | 6 160        | 10,88        |             |             |  |
|                | Jean-Luc Pithois      | MÉP            | 1 709        | 3,02         |             |             |  |
|                |                       |                |              |              |             |             |  |
| Inscrits       | Inscrits              | Inscrits       | 76 422       | 100,00       | 76 410      | 100,00      |  |
| Abstentions    | Abstentions           | Abstentions    | 19 142       | 25,05        | 14 803      | 19,37       |  |
| Votants        | Votants               | Votants        | 57 280       | 74,95        | 61 607      | 80,63       |  |
| Blancs et nuls | Blancs et nuls        | Blancs et nuls | 654          | 1,14         | 1 400       | 2,27        |  |
| Exprimés       | Exprimés              | Exprimés       | 56 626       | 98,86        | 60 207      | 97,73       |  |

Le suppléant d'Michel Lambert était Lucien Gautier, conseiller municipal d'Argentan.

### Élections de 1988
| Candidat       | Candidat                     | Parti          | Premier tour | Premier tour | Second tour | Second tour |  |
| Candidat       | Candidat                     | Parti          | Voix         | %            | Voix        | %           |  |
| -------------- | ---------------------------- | -------------- | ------------ | ------------ | ----------- | ----------- |  |
|                | Michel Lambert sortant réélu | PS             | 22 110       | 44,29        | 27 404      | 50,29       |  |
|                | Hubert Bassot                | UDF (PR) (URC) | 19 353       | 38,77        | 27 091      | 49,71       |  |
|                | Razah Raad                   | Divers droite  | 3 877        | 7,77         |             |             |  |
|                | Jean-François Delacroix      | FN             | 2 802        | 5,61         |             |             |  |
|                | Jean Châtelais               | PCF            | 1 777        | 3,56         |             |             |  |
|                |                              |                |              |              |             |             |  |
| Inscrits       | Inscrits                     | Inscrits       | 72 197       | 100,00       | 72 176      | 100,00      |  |
| Abstentions    | Abstentions                  | Abstentions    | 21 209       | 29,38        | 16 436      | 22,77       |  |
| Votants        | Votants                      | Votants        | 50 988       | 70,62        | 55 740      | 77,23       |  |
| Blancs et nuls | Blancs et nuls               | Blancs et nuls | 1 069        | 2,1          | 1 245       | 2,23        |  |
| Exprimés       | Exprimés                     | Exprimés       | 49 919       | 97,9         | 54 495      | 97,77       |  |

Le suppléant de Michel Lambert était Pierre Pavis, conseiller régional, conseiller général du canton d'Argentan-Est, conseiller municipal d'Argentan.

### Élections de 1993
| Candidat       | Candidat                | Parti          | Premier tour | Premier tour | Second tour | Second tour |  |
| Candidat       | Candidat                | Parti          | Voix         | %            | Voix        | %           |  |
| -------------- | ----------------------- | -------------- | ------------ | ------------ | ----------- | ----------- |  |
|                | Hubert Bassot élu       | UDF (PR)       | 11 729       | 23,31        | 20 587      | 39,46       |  |
|                | François Doubin         | MRG (ADFP)     | 11 400       | 22,66        | 19 880      | 38,1        |  |
|                | Amaury de Saint-Quentin | RPR            | 9 817        | 19,51        | 11 709      | 22,44       |  |
|                | Marie-France Le Bozec   | Divers droite  | 4 665        | 9,27         |             |             |  |
|                | Jacques Botrot          | FN             | 4 507        | 8,96         |             |             |  |
|                | Dominique Madelaine     | Les Verts (EÉ) | 3 098        | 6,16         |             |             |  |
|                | Jean Châtelais          | PCF            | 2 379        | 4,73         |             |             |  |
|                | Emmanuelle Flachot      | RDRP           | 1 458        | 2,9          |             |             |  |
|                | Georges Montangérand    | LT-LNÉ         | 1 264        | 2,51         |             |             |  |
|                |                         |                |              |              |             |             |  |
| Inscrits       | Inscrits                | Inscrits       | 72 668       | 100,00       | 72 664      | 100,00      |  |
| Abstentions    | Abstentions             | Abstentions    | 19 491       | 26,82        | 17 774      | 24,46       |  |
| Votants        | Votants                 | Votants        | 53 177       | 73,18        | 54 890      | 75,54       |  |
| Blancs et nuls | Blancs et nuls          | Blancs et nuls | 2 860        | 5,38         | 2 714       | 4,94        |  |
| Exprimés       | Exprimés                | Exprimés       | 50 317       | 94,62        | 52 176      | 95,06       |  |

Le suppléant d'Hubert Bassot était Jean-Luc Gouyon, directeur de maison de retraite à Occagnes. Jean-Luc Gouyon remplaça Hubert Bassot, décédé, du 14 décembre 1995 au 6 février 1996. Il fut déchu de son mandat par le Conseil constitutionnel le 6 février 1996.

### Élection partielle du 10 et 17 mars 1996
Madame Sylvia Bassot, UDF, épouse d'Hubert Bassot, est élue au deuxième tour avec 51,89 % des suffrages exprimés (21 669) contre  20 091 (48,11 %) à François Doubin, Radical.
Au premier tour, étaient candidats :
- Sylvia Bassot, UDF, soutenue par le RPR
- François Doubin, Radical, soutenu par le PS
- Jean Châtelais, PCF
- Brigitte Lecœur, FN
- Razah Raad, MDR
- Gisèle Lapeyre, LO.

### Élections de 1997
| Candidat       | Candidat                      | Parti          | Premier tour | Premier tour | Second tour | Second tour |  |
| Candidat       | Candidat                      | Parti          | Voix         | %            | Voix        | %           |  |
| -------------- | ----------------------------- | -------------- | ------------ | ------------ | ----------- | ----------- |  |
|                | Sylvia Bassot sortante réélue | UDF (PR)       | 18 518       | 39,15        | 25 815      | 51,33       |  |
|                | Laurent Beauvais              | PS             | 11 786       | 24,92        | 24 481      | 48,67       |  |
|                | Brigitte Lecoeur              | FN             | 6 631        | 14,02        |             |             |  |
|                | Yannick Soubien               | Les Verts      | 4 011        | 8,48         |             |             |  |
|                | Robert Lévesque               | PCF            | 2 777        | 5,87         |             |             |  |
|                | Jean-Jack Denoual             | LDI (MPF)      | 1 575        | 3,33         |             |             |  |
|                | Jean-Michel Vidus             | PRS            | 961          | 2,03         |             |             |  |
|                | Patrick Hurel                 | MDC            | 952          | 2,01         |             |             |  |
|                | Frédéric Vanwierst            | Extrême droite | 88           | 0,19         |             |             |  |
|                |                               |                |              |              |             |             |  |
| Inscrits       | Inscrits                      | Inscrits       | 72 476       | 100,00       | 72 467      | 100,00      |  |
| Abstentions    | Abstentions                   | Abstentions    | 22 201       | 30,63        | 19 244      | 26,56       |  |
| Votants        | Votants                       | Votants        | 50 275       | 69,37        | 53 223      | 73,44       |  |
| Blancs et nuls | Blancs et nuls                | Blancs et nuls | 2 976        | 5,92         | 2 927       | 5,5         |  |
| Exprimés       | Exprimés                      | Exprimés       | 47 299       | 94,08        | 50 296      | 94,5        |  |

Le suppléant de Sylvia Bassot était Henri Maubert, Vice-Président du Conseil général, conseiller général du canton d'Écouché, maire d'Écouché, secrétaire de mairie retraité.

### Élections de 2002
|                | Sylvia Bassot sortante réélue | UMP            | 24 783 | 51,77  |  |  |  |
|                | Laurent Beauvais              | PS             | 11 751 | 24,55  |  |  |  |
|                | Brigitte Lecoeur              | FN             | 5 224  | 10,91  |  |  |  |
|                | Yannick Soubien               | Les Verts      | 2 418  | 5,05   |  |  |  |
|                | Robert Lévesque               | PCF            | 951    | 1,99   |  |  |  |
|                | Jean-Pierre Lancre            | CPNT           | 879    | 1,84   |  |  |  |
|                | François Cailly               | LCR            | 800    | 1,67   |  |  |  |
|                | Sylvie Kohn                   | LO             | 729    | 1,52   |  |  |  |
|                | Stephan Zeymes                | MNR            | 335    | 0,7    |  |  |  |
|                | Anne Quillard                 | Divers         | 0      | 0      |  |  |  |
|                |                               |                |        |        |  |  |  |
| Inscrits       | Inscrits                      | Inscrits       | 73 576 | 100,00 |  |  |  |
| Abstentions    | Abstentions                   | Abstentions    | 24 856 | 33,78  |  |  |  |
| Votants        | Votants                       | Votants        | 48 720 | 66,22  |  |  |  |
| Blancs et nuls | Blancs et nuls                | Blancs et nuls | 850    | 1,74   |  |  |  |
| Exprimés       | Exprimés                      | Exprimés       | 47 870 | 98,26  |  |  |  |

Le suppléant de Sylvia Bassot était Henri Maubert.

### Élections de 2007
|                | Sylvia Bassot sortante réélue | UMP            | 24 226 | 52,07  |  |  |  |
|                | Frédéric Léveillé             | PS             | 12 074 | 25,95  |  |  |  |
|                | Xavier Jaglin                 | UDF–MoDem      | 2 996  | 6,44   |  |  |  |
|                | Brigitte Lecoeur              | FN             | 1 984  | 4,26   |  |  |  |
|                | Bruno Bertoli                 | Les Verts      | 1 659  | 3,57   |  |  |  |
|                | Jean Châtelais                | PCF            | 995    | 2,14   |  |  |  |
|                | Grégory Cordurie              | LCR            | 832    | 1,79   |  |  |  |
|                | Marie-Ange Niel               | CPNT           | 600    | 1,29   |  |  |  |
|                | Camille Helleu                | LO             | 437    | 0,94   |  |  |  |
|                | Jeannine Guillot              | MPF            | 409    | 0,88   |  |  |  |
|                | Dominique Baloche             | Divers         | 316    | 0,68   |  |  |  |
|                |                               |                |        |        |  |  |  |
| Inscrits       | Inscrits                      | Inscrits       | 74 026 | 100,00 |  |  |  |
| Abstentions    | Abstentions                   | Abstentions    | 26 725 | 36,1   |  |  |  |
| Votants        | Votants                       | Votants        | 47 301 | 63,9   |  |  |  |
| Blancs et nuls | Blancs et nuls                | Blancs et nuls | 773    | 1,63   |  |  |  |
| Exprimés       | Exprimés                      | Exprimés       | 46 528 | 98,37  |  |  |  |

### Élections de 2012
| Candidat       | Candidat                   | Parti          | Premier tour | Premier tour | Second tour | Second tour |  |
| Candidat       | Candidat                   | Parti          | Voix         | %            | Voix        | %           |  |
| -------------- | -------------------------- | -------------- | ------------ | ------------ | ----------- | ----------- |  |
|                | Yves Goasdoué élu          | diss. PS       | 17 174       | 38,62        | 22 968      | 50,99       |  |
|                | Jérôme Nury                | UMP            | 16 509       | 37,13        | 22 080      | 49,01       |  |
|                | Francine Lavanry           | RBM (FN)       | 4 843        | 10,89        |             |             |  |
|                | Omar Ayad                  | EÉLV (PS)      | 1 874        | 4,21         |             |             |  |
|                | Jean Chatelais             | FG (PCF)       | 1 694        | 3,81         |             |             |  |
|                | Odile Lecrosnier           | CpF (MoDem)    | 586          | 1,32         |             |             |  |
|                | Denis Jacquet              | NC             | 430          | 0,97         |             |             |  |
|                | Jacques Bessin             | AÉI            | 354          | 0,80         |             |             |  |
|                | Grégory Cordurie           | NPA            | 281          | 0,63         |             |             |  |
|                | Marie-Antoinette Caldairou | DLR            | 278          | 0,63         |             |             |  |
|                | Arnaud Gautier             | LO             | 258          | 0,58         |             |             |  |
|                | Jérôme de Carrara          | CNIP (MPF)     | 187          | 0,42         |             |             |  |
|                |                            |                |              |              |             |             |  |
| Inscrits       | Inscrits                   | Inscrits       | 72 537       | 100,00       | 72 534      | 100,00      |  |
| Abstentions    | Abstentions                | Abstentions    | 27 320       | 37,66        | 26 336      | 36,31       |  |
| Votants        | Votants                    | Votants        | 45 217       | 62,34        | 46 198      | 63,69       |  |
| Blancs et nuls | Blancs et nuls             | Blancs et nuls | 749          | 1,66         | 1 150       | 2,49        |  |
| Exprimés       | Exprimés                   | Exprimés       | 44 468       | 98,34        | 45 048      | 97,51       |  |

### Élections de 2017
| Candidat       | Candidat            | Parti          | Premier tour | Premier tour | Second tour | Second tour |
| Candidat       | Candidat            | Parti          | Voix         | %            | Voix        | %           |
| -------------- | ------------------- | -------------- | ------------ | ------------ | ----------- | ----------- |
|                | Isabelle Boscher    | REM            | 12 980       | 34,64        | 14 407      | 43,92       |
|                | Jérôme Nury         | LR             | 12 542       | 33,47        | 18 397      | 56,08       |
|                | Katia Frémont       | FN             | 5 019        | 13,39        |             |             |
|                | Clément Bujarrabal  | FI             | 3 378        | 9,01         |             |             |
|                | Corinne Malignac    | EELV           | 1 488        | 3,97         |             |             |
|                | Jean Châtelais      | FG (PCF)       | 846          | 2,26         |             |             |
|                | Arnaud Gautier      | LO             | 421          | 1,12         |             |             |
|                | Pierre Lateux       | DLF            | 359          | 0,96         |             |             |
|                | Jérôme de Carrara   | CNIP           | 235          | 0,63         |             |             |
|                | Christiane Leclercq | UPR            | 205          | 0,55         |             |             |
|                |                     |                |              |              |             |             |
| Inscrits       | Inscrits            | Inscrits       | 71 647       | 100,00       | 71 645      | 100,00      |
| Abstentions    | Abstentions         | Abstentions    | 33 278       | 46,45        | 35 951      | 50,18       |
| Votants        | Votants             | Votants        | 38 369       | 53,55        | 35 694      | 49,82       |
| Blancs et nuls | Blancs et nuls      | Blancs et nuls | 896          | 1,25         | 2 890       | 4,03        |
| Exprimés       | Exprimés            | Exprimés       | 37 473       | 52,30        | 32 804      | 45,79       |

### Élections de 2022
| Résultats des élections législatives des 12 et 19 juin 2022 de la 3e circonscription de l'Orne |                          |                          |                          |              |              |             |             |
| Candidat                                                                                       | Candidat                 | Parti et coalition       | Nuance                   | Premier tour | Premier tour | Second tour | Second tour |
| Candidat                                                                                       | Candidat                 | Parti et coalition       | Nuance                   | Voix         | %            | Voix        | %           |
|                                                                                                | Jérôme Nury              | LR (UDC)                 | LR                       | 13 050       | 37,38        | 21 603      | 69,66       |
|                                                                                                | Anthony Frémont          | RN                       | RN                       | 6 135        | 17,57        | 9 411       | 30,34       |
|                                                                                                | Mehdi Khemari            | FI (NUPES)               | NUP                      | 6 090        | 17,44        |             |             |
|                                                                                                | Solène Gibault           | Horizons (ENS)           | ENS                      | 4 787        | 13,71        |             |             |
|                                                                                                | Vincent Beaumont         | LREM diss.               | DVC                      | 2 033        | 5,82         |             |             |
|                                                                                                | Claire-Emmanuelle Gauer  | REC                      | REC                      | 894          | 2,56         |             |             |
|                                                                                                | Arnaud Gautier           | LO                       | DXG                      | 624          | 1,79         |             |             |
|                                                                                                | Marc Cléris              | UCE (ÉMP)                | DVC                      | 502          | 1,44         |             |             |
|                                                                                                | Aymeric Yver             | LP (UPF)                 | DSV                      | 456          | 1,31         |             |             |
|                                                                                                | Didier Durandy           | LMR                      | DIV                      | 341          | 0,98         |             |             |
| Votes valides                                                                                  | Votes valides            | Votes valides            | Votes valides            | 34 912       | 97,64        | 31 014      | 92.00       |
| Votes blancs                                                                                   | Votes blancs             | Votes blancs             | Votes blancs             | 604          | 1,69         | 2 123       | 6.30        |
| Votes nuls                                                                                     | Votes nuls               | Votes nuls               | Votes nuls               | 240          | 0,67         | 573         | 1.70        |
| Total                                                                                          | Total                    | Total                    | Total                    | 35 756       | 100          | 33 710      | 100         |
| Abstention                                                                                     | Abstention               | Abstention               | Abstention               | 35 359       | 49,72        | 37 418      | 52.61       |
| Inscrits / participation                                                                       | Inscrits / participation | Inscrits / participation | Inscrits / participation | 71 115       | 50,28        | 71 128      | 47.39       |

### Élections de 2024
| Candidat                 | Candidat                 | Parti et coalition       | Nuance                   | Premier tour | Premier tour | Second tour | Second tour |
| Candidat                 | Candidat                 | Parti et coalition       | Nuance                   | Voix         | %            | Voix        | %           |
| ------------------------ | ------------------------ | ------------------------ | ------------------------ | ------------ | ------------ | ----------- | ----------- |
|                          | Jérôme Nury              | LR (ENS)                 | DVD                      | 20 701       | 43,67        | 29 782      | 64,73       |
|                          | Ludmila Petchenina       | RN                       | RN                       | 15 364       | 32,41        | 16 226      | 35,27       |
|                          | Lori Helloco             | PS (NFP)                 | UG                       | 9 988        | 21,07        | Retrait     | Retrait     |
|                          | Arnaud Gautier           | LO                       | EXG                      | 857          | 1,81         |             |             |
|                          | Sylvia Henot             | REC                      | REC                      | 488          | 1,03         |             |             |
|                          |                          |                          |                          |              |              |             |             |
| Votes valides            | Votes valides            | Votes valides            | Votes valides            | 47 398       | 97,72        | 46 008      | 96,06       |
| Votes blancs             | Votes blancs             | Votes blancs             | Votes blancs             | 795          | 1,64         | 1 448       | 3,02        |
| Votes nuls               | Votes nuls               | Votes nuls               | Votes nuls               | 310          | 0,64         | 441         | 0,92        |
| Total                    | Total                    | Total                    | Total                    | 48 503       | 100          | 47 897      | 100         |
| Abstention               | Abstention               | Abstention               | Abstention               | 22 150       | 31,35        | 22 759      | 32,21       |
| Inscrits / participation | Inscrits / participation | Inscrits / participation | Inscrits / participation | 70 653       | 68,65        | 70 656      | 67,79       |

#### Département de l'Orne
- La fiche de l'INSEE de cette circonscription : « Tableaux et Analyses de la troisième circonscription de l'Orne », sur insee.fr, site de l'Institut national de la statistique et des études économiques (consulté le 10 juin 2007) [PDF]

- « Tous les députés du département de l'Orne depuis 1789 » [archive du 28 septembre 2007], sur assemblee-nationale.fr, site de l'Assemblée nationale française (consulté le 10 juin 2007)

- « Informations contentieuses sur le département de l'Orne (Élections législatives de 2002) », sur conseil-constitutionnel.fr, site du Conseil constitutionnel (consulté le 13 juin 2007)

#### Circonscriptions en France
- « Carte des circonscriptions législatives en France », sur assemblee-nationale.fr, site de l'Assemblée nationale française (consulté le 10 juin 2007)

- « Résultats électoraux officiels en France », sur interieur.gouv.fr, site du ministère de l'Intérieur (France) (consulté le 13 juin 2007)

- Description et Atlas des circonscriptions électorales de France sur http://www.atlaspol.com, Atlaspol, site de cartographie géopolitique, consulté le 13 juin 2007.